# شارلوت (أنمي)
شارلوت (باليابانية: シャーロット ويُنطق باليابانية شاروتو) (بالإنجليزية: Charlott)‏ هي سلسلة مانغا يابانية أقتُبست إلى أنمي ياباني تلفزيوني من إنتاج بي.أي وركس و أنيبلكس، ومن إخراج يوشييوكي آساي. القصة من تأليف جون مايدا.

## القصة
تدور احداث القصة حول اوتوساكا يو بطل القصة الذي يمتلك قدرة السيطرة على الاخرين لمدة محدودة لا تتجاوز الخمس ثوان فمالذي سيحصل معه بعدها؟ وهل هنالك من لديه قدرة خارقة مثله؟ وكيف حصل عليها؟ يمر مذنب يدعى شارلوت قرب الأرض مرة كل 75 سنة، نشراً معه غباراً على لأرض، نسبة مئوية صغيرة من الأطفال قبل المراهقة استنشقوه وأصبحت لديهم قدرات خارقة ناقصة تظهر في مرحلة قبل البلوغ وتختفي بأنتهاء مرحلة المراهقة. تتابع أحداث القصة مع البطل يو أوتوساكا، وهو فتى لديه القدرة على تملك الآخرين. على الرغم من إرادته لاستعمال قدرته ليعيش حياة الثانوية سعيداً عن طريق الاحتيال والغش، ولكنه كُشف من طرف ناو توموري، وهي بطلة القصة وتعد فتاة يمكنها جعل نفسها خفية لهدف معين، وأجبرته لينتقل إلى أكاديمية هوشي نو مي (أكادمية بحر النجوم) والانضمام إلى مجلس الطلبة، الذي تترأسه هي وتقوم بمساعدة ذوي القدرات الخارقة لتحميهم من المنظمات التي تسعي لاستغلال قدراتهم والعلماء المجانين الذين يريدون أخذهم والقيام بالتجارب عليهم كما حصل لأخيها الأكبر. عند القيام بذلك، يحذر مجلس الطلاب المستخدمين ذوي القدرات من المخاطر المحتملة لاستخدام قدراتهم بشكل علني. يقود هذا مجلس الطلاب إلى يوسا نيشيموري، مغنية البوب الشهيرة التي لديها القدرة على توجيه أرواح الموتى كوسيطة روحانية. وغالبًا ما تستخدم أخت يوسا الكبرى المتوفاة ميسا هذه القدرة لكي تمتلكها بحرية في أي وقت، مما يسمح لميسا باستخدام قدرتها الخاصة أي إشعال النار. وسرعان ما ترتب ناو انتقال يوسا إلى أكاديمية هوشي نو مي وتضمها إلى مجلس الطلاب وذلك لحمايتها.
و في يوم تستيقظ شقيقة يو الصغرى أيومي بشكل غير متوقع بسبب نمو قدرتها في التسبب في انهيار أي شيء من حولها فجأة، مما يؤدي إلى وفاتها. نتيجة لذلك، يقع يو في اكتئاب عميق ويعزل نفسه، لكن ناو تنجح في إخراجه من اكتئابه وتجعله يعود إلى مجلس الطلاب. أثناء حضوره حفلة موسيقية لفرقة ما البوست روك زيند Zhiend برفقة ناو يغمي عليه ويبدأ يتذكر يو الذكريات المكبوتة سابقًا عن شقيقه الأكبر شونسوكي، الذي لديه القدرة على السفر عبر الزمن. استخدم شونسوكي هذه القدرة لتأسيس أكاديمية هوشي نو مي ومنظمة تابعة تحاول تطوير لقاح لمنع الأطفال من تطوير قدراتهم قبل أن تظهر، لكن استخدامه المتكرر لقدرته جعله يصبح أعمى. تعلم يو أن قدرته الحقيقة لا تكمن في تملك الاشخاص وحسب بل تمكنه من سرقة قدرة شخص آخر بتمتلكه. يأخذ يو قدرة شونسوكي ويقوم بالعودة في الوقت المناسب وفي النهاية يمنع وفاة إيومي عن طريق سرقة قدرتها على الانهيار قبل أن تتمكن من استخدامها.
تمكنت مجموعة إرهابية من اختطاف ناو وكوماجامي أحد أقرب أصدقاء شونوسوكي ومساعدي، واحتجزتهما كرهائن وفي المقابل يقوم يو بإنقاذهما. ومع ذلك، فإن العملية لا تسير كما هو مخطط لها، مما أدى إلى وفاة كوماغامي وإصابة يو بجروح خطيرة. بعد أن يتعافى يو من إصابته، قرر حماية جميع المستخدمين ذوي القدرات حول العالم من خلال سرقة قدراتهم وفقًا لاقتراح ناو. بينما يسافر يو حول العالم لسرقة القدرات الخارقة، فإن المزيد من القدرات التي يكتسبها سرعان ما ستؤثر عليه لأنه يبدأ في فقدان ذكرياته وإحساسه بذاته. ومع ذلك، فإنه لا يزال قادرًا على سرقة قدرات الجميع في جميع أنحاء العالم قبل نجاح المنظمات التي تسعي للأستحواذ علي ذوي القدرات الخارقة من الأمساك بهم. بالنهاية يتمكن يو من أنقاذ أخيه الأكبر شونسوكي، ويعيده إلى اليابان بين الأصدقاء والعائلة. لم يتبق لـيو أي ذكريات سابقة، لكن تأتي ناو وتخبره أنها صديقته. ويبدأ يو وأصدقاؤه في صنع الكثير من الذكريات التي سيصنعونها من الآن فصاعدًا بينما يواصل التعافي من محنته لينتهي الأنمي علي هذا الشكل.

## الشخصيات الرئيسية
يو أوتوساكا (باليابانية 乙坂 有宇 ويُنطق باليابانية : أوتوسوكا يو)
مؤدي الشخصية:كوكي أوتشياما 
يو هو بطل رواية الرواية. في بداية الأنمي يعد شخصية فظة ونرجسية بمجرد أن يكتشف أن لديه القدرة على الاستيلاء على جسد شخص آخر لمدة خمس ثوان ep 1 ،  ولكن الطبيعة الحقيقية لقدرته تمكنه من سرقة القدرات الخارقة من خلال تلبس أجسادهم.ep 9  يو هو طالب في السنة الأولى بأكاديمية هوشي نو مي، وهو مجبر على الانضمام إلى مجلس الطلاب فيها. في البداية أنضم لمدرسة عريقة كطالب شرف لكن عن طريق الغش. ولكن بعدما أكتشفته ناو توموري بدء يو في استخدام قدرته لمساعدة مجلس الطلاب،ep 2  ولكن مع مرور الوقت، أصبح أقل نرجسية وأكثر نكرانًا للذات وبدء في الاهتمام بالآخرين. ep 8على مدار القصة، أصبح من محبي فرقة البوست روك زيند Zhiend ويقع في حب ناو. ep 9, ep 12  بعد أن يسافر يو إلى جميع أنحاء العالم لسرقة كل قدرة لدى المستخدم لحمايتهم من الاستغلال عن طريق العلماء الذين يودون أستخدام هؤلاء البشر لعمل التجارب عليهم، يتسبب إجهاده في فقدان كل ذكرياته السابقة.ep 13 و ينسي شقيقه الأكبر شونسوكي وأخته الصغرى أيومي.ep 1, ep 9
ناو توموري (باليابانية 友利 奈緒 ويُنطق باليابانية : توموري ناو)
مؤدية الشخصية: أياني ساكورا
ناو هي طالبة في السنة الأولى في أكاديمية هوشي نو مي وهي أيضًا رئيسة مجلس طلابها.  و هي فتاة مجتهدة وذكية وداهية وتمتاز بشخصيتها الصارمة، لكنها أيضًا نرجسية وعادلة وقصيرة المزاج.  لديها القدرة على إخفاء نفسها لكن هذا يقتصر على شخص واحد تختاره في كل مرة.  إنها تستخدم هذه القدرة لصالحها في مهاجمة الآخرين الذين تعتقد أنهم يستحقون أن يتعرضوا للضرب، ولكن هذا يتسبب في نبذها ومضايقتها من قبل أقرانها. على الرغم من أنها في البداية لم تُظهر أي انجذاب تجاه يو، و لكنها وقعت في حبه في النهاية وظلت بجانبه حتى بعد أن فقد كل ذكرياته عنها. وهي أحد معجبي فرقة البوست روك زيند Zhiend، متأثرة أخيها الأكبر كازوكي توموري (一希 والذي أدي صوته: كازويوكي أوكيتسو وهو لديه القدرة على التحكم في الموجات والاهتزازات والتي يستخدمها عندما يعزف علي الغيتار.
جوجيرو تاكاجو (باليابانية 高城 丈士朗 ويُنطق باليابانية : تاكاجو جوجيرو)
مؤدي الشخصية:تاكاهيرو ميزوشيما  
تاكاجو هو طالب في السنة الأولى في أكاديمية هوشي نو مي وعضو في مجلس الطلاب. تمكنه قدرته من التحرك بسرعات عالية جدًا، لكنه غير قادر على التحكم في المكان الذي يتوقف فيه، مما يتسبب في إصابات متكررة.  لمواجهة هذا، يرتدي ملابس واقية تحت ملابسه.  إنه معجب كبير بـيوسا نيشيموري وهو مهووس بها للغاية.
يوسا كوروباني (باليابانية 黒羽 柚咲 ويُنطق باليابانية: كوروباني يوسا)
مؤدية الشخصية: مايا أوتشيدا  
يوسا تشتهر بأسم يوسا نيشيموري (باليابانية: 西森 柚咲 ، تُنطق باليابانية: نيشيموري يوسا)، المعروفة أيضًا باسم «يوسارين» باليابانية ユスリン ، وهي طالبة في السنة الأولى في أكاديمية هوشي نو مي وعضوة في مجلس طلابها.  لديها شخصية مشرقة وبريئة تكمل شعبيتها كمغنية بوب ومغنية رئيسية في فرقة هاو-لو- هيلو How-Low-Hello. على الرغم من أن لقبها الفعلي هو كوروباني، إلا أنها تستخدم لقب المسرحي نيشيموري.  لديها سلسلة من «التعاويذ السحرية» مستمدة من وقتها المعتاد في برنامج متنوع يدعي بصباح النشاط ويختصر إلي صب -نش.  لديها القدرة على توجيه الموتى كوسيطة روحانية. ومع ذلك، فهي في البداية ليست على دراية بهذا الأمر وتعتقد فقط أنها تمشي أثناء النوم عندما تكون ممسوسة.
ميسا كوروباني (باليابانية 美砂 柚咲 ويُنطق باليابانية: كوروباني ميسا)
مؤدية الشخصية: مايا أوتشيدا  
ميسا هي الأخت الكبرى ليوسا المتوفاة بسنة واحدة وتوفيت في حادث قبل ستة أشهر من بداية القصة. تمتلكها ميسا بحرية في أي وقت، ويمثلها تغيير في عين يوسا ولون شعرها. أثناء امتلاك يوسا، تستطيع ميسا استخدام قدرتها الخاصة، اشعال النيران. تتمتع ميسا بشخصية مسترجلة وسوء المزاج، ولا تخشى أن تكون عنيفة ضد أي شخص يسعى لإيذاء أختها.  تختفي ميسا إلي الأبد بعد أن أخذ يو قدرة يوسا.
إيومي أوتوسوكا (باليابانية 乙坂 歩未 وينطق باليابانية أوتوسوكا إيومي)
مؤدية الشخصية: مومو أساكورا  
أيومي هي الأخت الصغرى النشيطة لـ يو وشونسوكي ترتاد المدرسة الإعدادية.  لديها شخصية بريئة وتهتم بعمق بـأخياها يو وتقدم له الدعم المعنوي. غالبًا ما تطبخ أيومي من أجل يو وتقوم بإضافة صلصة البيتزا إلى كل طعام تصنعه، غير مدركة أن أذواق يو في هذه الفترة لا تتفق مع الحلاوة.  إنها من محبي فرقة هاو -لو -هيلو How-Low-Hello ومعجبة شديدة بيوسا.   تستيقظ شقيقة يو الصغرى أيومي بشكل غير متوقع بسبب نمو قدرتها في التسبب في انهيار أي شيء من حولها فجأة لكن يو عاد بالزمن وقام بسرقة قدرتها منها حتّى يتمكن من منع وفاتها.

### شخصيات ثانوية
- شونسوكي أوتوساكا (باليابانية: 乙 坂 隼 翼 ويُنطق باليابانية: شونسوكي أوتوساكا)

مؤدي الشخصية: دايسوكي أونو
هو شقيق يو وإيومي الأكبر، الذي لديه القدرة على السفر عبر الزمن . باستخدام هذه القوة، تمكن في النهاية من إنشاء أكاديمية هوشي نو مي لحماية زملائه من مستخدمي القدرات من المنظمات التي تسعي لاستغلال قدراتهم والعلماء المجانين الذين يريدون أخذهم والقيام بالتجارب عليهم . ويؤدي الإفراط في استخدام قدرته إلى إصابته بالعمى، مما يمنعه من الاستفادة منها بشكل أكبر.
- تاكيهيتو كوماجامي (باليابانية: 熊 耳 武 仁 ويُنطق باليابانية: كوماجامي تاكيهيتو)

مؤدي الشخصية: إيجي تاكيموتو
هو طالب غامض في أكاديمية هوشي نو مي، لديه القدرة على تحديد موقع مستخدم ذي قدرة وتحديد قدراته. يساعد مجلس الطلاب في إيجاد مستخدمين مؤهلين.  يعمل لدى شونسوكي الذي يلقبه بـ «بوه» لانه أول مقطع في أسمه يعني دب باليابانية .  قُتل بعد أن قام بحماية ناو من الحطام المتساقط.
- ميدوكي (باليابانية: 目 時)

مؤدية الشخصية: أسامي سيتو
لديها القدرة على التنويم المغناطيسي، والذي تستخدمه لجعل شخص ما ينام، ولكن نتيجة لذلك، تغفو أيضًا. تعمل لدى شونسوكي.  
- شيتشنو (七 野)

مؤدي الشخصية: كينجو كاوانيشي
لديه القدرة على التخلل، والتي يستخدمها للمرور عبر المواد الصلبة. ومع ذلك، هذا يسبب الإرهاق الشديد. يعمل لدى شونسوكي.
- مايدوماري (前 泊)

مؤدي الشخصية: ناتسوكي هاناي
لديه القدرة على محو ذاكرة المرء، الأمر الذي يتطلب الاتصال الجسدي والوقت للعثور على الذكريات المطلوبة لمحوها . يعمل لدى شونسوكي.  

## قائمة الحلقات
| رقم الحلقة | أسم الحلقة بالعربية  | أسم الحلقة باليابانية | تاريخ عرض الحلقة لأول مرة |
| ---------- | -------------------- | --------------------- | ------------------------- |
| 1          | وجهة نظري عن الآخرين | 我他人を思う          | 5 يوليو 2015              |
| 2          | لحن اليأس            | 絶望の旋律            | 12 يوليو 2015             |
| 3          | الحب والنار          | 恋と炎                | 19 يوليو 2015             |
| 4          | لحظة الجد            | 刹那の本気            | 26 يوليو 2015             |
| 5          | صوت سُمع يوماً ما      | いつか聴いた音        | 2 أغسطس 2015              |
| 6          | ملحوظة السعادة       | 気づかなかった幸せ    | 9 أغسطس 2015              |
| 7          | نهاية الهروب         | 逃避行の果てに        | 16 أغسطس 2015             |
| 8          | لقاء بالصدفة         | 邂逅                  | 23 أغسطس 2015             |
| 9          | غيَّرَ حاضر العالم      | ここにない世界        | 30 أغسطس 2015             |
| 10         | النهب                | 略奪                  | 6 سبتمبر 2015             |
| 11         | تشارلوت              | シャーロット          | 13 سبتمبر 2015            |
| 12         | وعد                  | 約束                  | 20 سبتمبر 2015            |
| 13         | للمستقبل ذكريات      | これからの記録        | 27 سبتمبر 2015            |
| اوفا       | حلقة خاصة - الأقوياء | 強い者たち            | 30 مارس 2016              |

## وصلات خارجية
- الموقع الرسمي
- شارلوت على موقع IMDb (الإنجليزية)
- شارلوت على موقع نتفليكس (الإنجليزية)
- شارلوت على موقع فيلمافينيتي (الإسبانية)
- شارلوت على موقع كينوبويسك (الروسية)
- شارلوت على موقع قاعدة بيانات الفيلم (الإنجليزية)
- شارلوت على موقع ANN anime (الإنجليزية)